# Футурама (1-й сезон)
Первый сезон американского анимационного телесериала «Футурама» впервые транслировался в США на телеканале Fox с 28 марта по 14 ноября 1999 года. Изначально «Футурама» должна была состоять из 4-х сезонов, однако телеканал Fox перепутал трансляцию эпизодов и их распределение, в результате чего количество сезонов увеличилось до 5. В результате этой ошибки почти все эпизоды были показаны не в хронологическом порядке и каноничность сериала была нарушена. Также, из-за этой ошибки последние четыре эпизода изначально были выпущены в качестве эпизодов 2 сезона, хотя позже эта ошибка была исправлена.
Первый релиз первого сезона на DVD в США и Канаде состоялся 25 марта 2003 года. Спустя 9 лет, 17 июля 2012 года, первый сезон был переиздан на DVD в новой обложке, чтобы больше соответствовать всем последующим сезонам, выпущенным на DVD позднее.

## Актёрский состав
- Билли Уэст — Филип Дж. Фрай / Хьюберт Фарнсворт / Зойдберг / Зепп Бранниган
- Кэти Сагал — Туранга Лила
- Джон Ди Маджо — Бендер
- Лорен Том — Эми Вонг
- Фил Ламарр — Гермес Конрад
- Морис Ламарш — Киф Крокер

## Эпизоды
| № общий | № в сезоне | Название                                                          | Дата премьеры    | Произв. код |
| --- | ---------- | ----------------------------------------------------------------- | ---------------- | ----------- |
| 1 | 1          | «Космический пилот 3000» «Space Pilot 3000»                       | 28 марта 1999    | 1ACV01      |
| После случайной криогенной заморозки разносчик пиццы Фрай из 1999 года попадает в 3000 год. Решив начать новую жизнь, он сопротивляется пожизненному назначению его курьером, и вместе с новыми друзьями — роботом-алкоголиком Бендером и одноглазой красавицей-инопланетянкой Лилой нанимается на работу к своему прапрапра…племяннику профессору Фарнсворту в фирму «Межпланетный экспресс».                                   |            |                                                                   |                  |             |
| 2 | 2          | «Сериал приземлился» «The Series Has Landed»                      | 4 апреля 1999    | 1ACV02      |
| После доставки груза в Луна-парк, находящемся на Луне, Фрай решает увидеть «настоящую» Луну. Тем временем, Бендер знакомится с фермерскими рободочками, тем самым навлекая на всю команду гнев фермера-«отца». |            |                                                                   |                  |             |
| 3 | 3          | «Я, сосед» «I, Roommate»                                          | 6 апреля 1999    | 1ACV03      |
| Фраю, из-за его ужасного поведения, не разрешают жить в офисе «Межпланетного экспресса», и Бендер предлагает тому поселиться у него. Фрай соглашается, и на его голову сваливаются все трудности жизни вместе с роботом. |            |                                                                   |                  |             |
| 4 | 4          | «Рабы любви, затерянные в космосе» «Love’s Labours Lost in Space» | 13 апреля 1999   | 1ACV04      |
| Во время миссии по спасению животных с планеты, которая должна вот-вот взорваться, Лила сталкивается со знаменитым звёздным генералом Зеппом Бранниганом, возжелавшим включить её в список своих побед. Единственным животным, которого в итоге удаётся спасти, оказывается Зубастик. |            |                                                                   |                  |             |
| 5 | 5          | «Страх планеты роботов» «Fear of a Bot Planet»                    | 20 апреля 1999   | 1ACV05      |
| Во время доставки посылки на планету роботов-экстремистов, ненавидящих людей, Бендер заражается их образом жизни и становится перед выбором: стать кумиром роботов или спасти жизнь своим друзьям. |            |                                                                   |                  |             |
| 6 | 6          | «Пригоршня долларов» «A Fishful of Dollars»                       | 27 апреля 1999   | 1ACV06      |
| Фрай неожиданно обнаруживает, что стал миллиардером, так как за 1000 лет на его банковские сбережения были начислены колоссальные проценты. Ослеплённый богатством, Фрай, помимо прочих дорогих вещей, покупает единственную в мире консервную банку анчоусов, истреблённых ещё в 2200 году. Он не подозревает, что Мамочка, глава мегаконгломерата Momcorp, готова сделать что угодно, чтобы наложить свои руки на эти анчоусы. |            |                                                                   |                  |             |
| 7 | 7          | «Мои три солнца» «My Three Suns»                                  | 4 мая 1999       | 1ACV07      |
| Команда «Межпланетного экспресса» доставляет посылку на планету, населённую жидкими обитателями. Фрай, изнывая от жажды, выпивает бутылку со странным содержимым. Когда выясняется, что в ней был император планеты, то вся власть переходит к Фраю. Но он не сразу осознаёт, что его жизнь находится в смертельной опасности.                                                                                                   |            |                                                                   |                  |             |
| 8 | 8          | «Большой кусок мусора» «A Big Piece of Garbage»                   | 11 мая 1999      | 1ACV08      |
| Во время ежегодного Научного симпозиума профессор Фарнсворт изобретает нюхоскоп, с помощью которого случайно удаётся обнаружить, что к Земле приближается огромная глыба мусора. Профессор принимает решение послать команду «Межпланетного экспресса», чтобы взорвать мусор в открытом космосе. |            |                                                                   |                  |             |
| 9 | 9          | «Ад — это другие роботы» «Hell Is Other Robots»                   | 18 мая 1999      | 1ACV09      |
| После концерта голов Beastie Boys Бендер подсаживается на электричество. Его жизнь начинает идти под откос, пока он не находит спасения в храме Роботоизма. Однако новый образ жизни Бендера начинает раздражать коллег, и они пытаются заставить его забыть о религии. Это им удаётся, и Бендер, неожиданно для всех, попадает в Ад для роботов.                                                                                |            |                                                                   |                  |             |
| 10 | 10         | «Незабываемый полёт» «A Flight to Remember»                       | 26 сентября 1999 | 1ACV10      |
| Профессор Фарнсворт приглашает команду «Межпланетного экспресса» в первый круиз самого большого и роскошного космического лайнера под названием «Титаник» под командованием Зеппа Браннигана. Во время рейса Бендер влюбляется в богатую робографиню, Фрай попадает в неудобное положение, а Зепп направляет корабль в чёрную дыру.                                                                                              |            |                                                                   |                  |             |
| 11 | 11         | «Марсианский университет» «Mars University»                       | 3 октября 1999   | 1ACV11      |
| Фрай поступает в Университет Марса, чтобы доказать, что может так же его бросить, как он бросил колледж в XX веке. Но профессор подселяет ему в комнату соседа — сверхумную обезьяну. Тем временем Бендер вспоминает годы учёбы в колледже. |            |                                                                   |                  |             |
| 12 | 12         | «Когда пришельцы атакуют» «When Aliens Attack»                    | 7 ноября 1999    | 1ACV12      |
| Инопланетяне угрожают уничтожить Землю, если им не покажут последнюю серию телесериала конца XX века «Незамужняя женщина-адвокат». Так как эта серия уничтожена, команде «Межпланетного экспресса» приходится снимать свою версию. |            |                                                                   |                  |             |
| 13 | 13         | «Фрай и фабрика «Слёрма»» «Fry and the Slurm Factory»             | 14 ноября 1999   | 1ACV13      |
| Фрай выигрывает экскурсию по фабрике Слёрма — самого вкусного напитка во Вселенной, вызывающего, к тому же, сильную зависимость. Во время экскурсии Фрай, Лила и Бендер открывают тайну секретного ингредиента Слёрма, делающего его вкус таким неповторимым. |            |                                                                   |                  |             |

## Производство

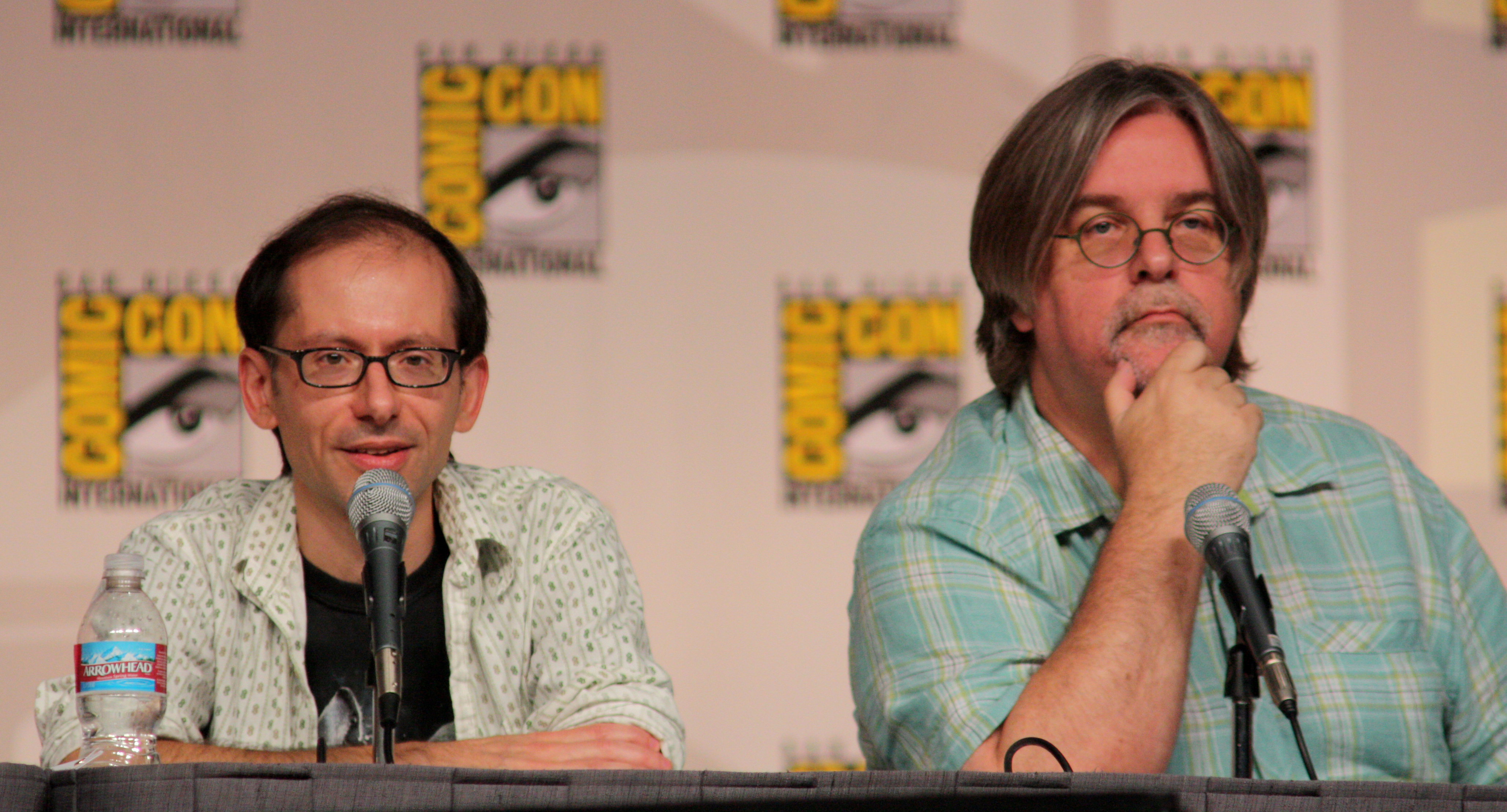
Дэвид С. Коэн (слева) и Мэтт Грейнинг (справа) в 2009 году

Мультипликатор Мэтт Грейнинг начал разработку «Футурамы» ещё в середине 1990-х годов, а в 1996 году он пригласил сценариста Дэвида С. Коэна для того, чтобы он помог ему создать сериал. Спустя 2 года, в 1998 году, они впервые презентовали идею сериала телеканалу Fox, который согласился транслировать сериал и дал зелёный свет первому сезону из 13 эпизодов. Тем не менее, Грейнинг и Коэн поспорили с Fox насчёт творческого вклада телеканала в проект. В итоге, Грейнингу удалось убедить Fox, чтобы он не вмешивался в работу над сериалом и дал ему и Коэну творческую свободу, используя в качестве аргумента другой флагманский мультсериал Fox — «Симпсонов», которые создавались без прямого участия телеканала.

## Приём

### Критика
Первый сезон «Футурамы» получил преимущественно неоднозначную оценку.
Патрик Ли из Science Fiction Weekly, посмотрев только первый эпизод сезона, сказал: «„Футурама“ не такая смешная, как „Симпсоны“, особенно потому, что сатира приправлена слащавыми сентиментальными моментами о свободе воли и одиночестве».
Роб Оуэн из Pittsburgh Post-Gazette, основываясь на первом эпизоде, сказал: «Хотя премьера сериала содержала тот же искажённый юмор, что и в „Симпсонах“, он был не таким умным и забавным, и это объяснено большим объёмом изложения и введением персонажей, требуемым от пилота сериала, но тем не менее, это было хорошее начало».

### Рейтинги
Премьера сериала смогла обогнать по рейтингам показы других популярных сериалов Fox — «Симпсонов» и «Секретные материалы», заняв первое место по недельным просторам среди подростков и мужчин в возрасте от 18 до 49 лет.
В большом телевизионном сезоне 1998—1999 годов первый сезон «Футурамы» занял 89-е место по зрительским рейтингам, сумев составить конкуренцию детективному телесериалу от телеканала NBC «Профайлер», набрав в среднем 8,9 миллионов зрителей.